# شهرستان ووچیانگ
شهرستان ووچیانگ (به لاتین: Wuqiang County) یک شهرستان‌های جمهوری خلق چین در چین است که در هنگشوی واقع شده‌است.
 شهرستان ووچیانگ ۴۴۲ کیلومتر مربع مساحت و ۲۱۰٬۰۰۰ نفر جمعیت دارد و ۱۸ متر بالاتر از سطح دریا واقع شده‌است.